# Новента-Падована
Новента-Падована (итал. Noventa Padovana) — коммуна в Италии, располагается в провинции Падуя области Венеция.
Население составляет 10 618 человек, плотность населения составляет 1481 чел./км². Занимает площадь 7,17 км². Почтовый индекс — 35027. Телефонный код — 049.
Покровителями коммуны почитаются святые апостолы Пётр и Павел, празднование 29 июня.